# Artabotrys aurantiacus
Artabotrys aurantiacus este o specie de plante angiosperme din genul Artabotrys, familia Annonaceae, descrisă de Adolf Engler și Friedrich Ludwig Diels. Conține o singură subspecie: A. a. multiflorus.